# Baksiganj
Baksiganj è un sottodistretto (upazila) del Bangladesh situato nel distretto di Jamalpur, divisione di Mymensingh. Si estende su una superficie di 204,3 km² e conta una popolazione di 218.930  abitanti (censimento 2011).